# Β-Defensyny

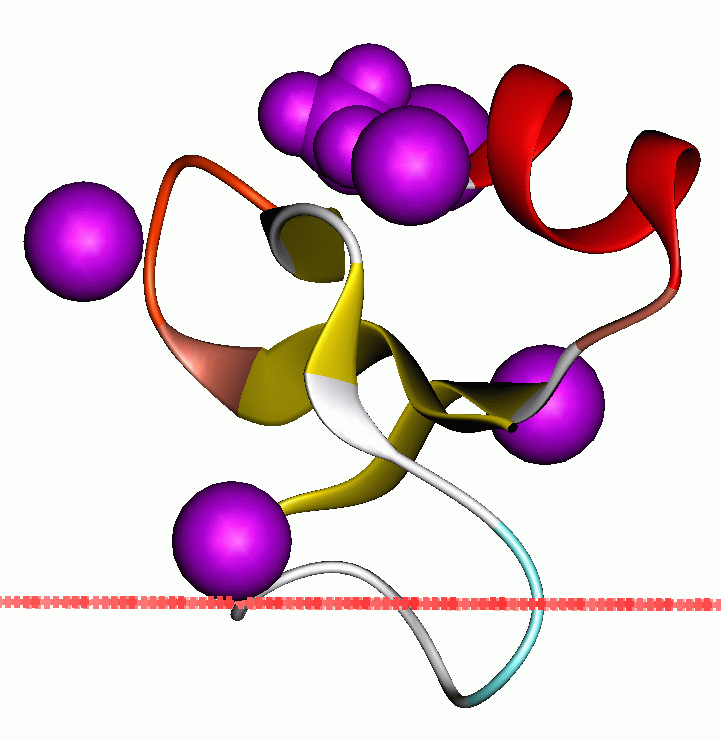
Budowa β-defensyny

β-Defensyny – białka kationowe zaliczane do peptydów antydrobnoustrojowych o długości 36-42 aminokwasów, których mostki dwusiarczkowe rozmieszczone są w pozycjach C1-C5, C2-C4, C3-C6. Pierwszą z odkrytych β-defensyn była cząsteczka peptydu wyizolowana z języka krowy w 1991, przez zespół Diamond et al. nazwana TAP (tracheal antimicrobial peptide). Od ówcześnie znanych defensyn różniła się innym rozmieszczeniem sześciu cystein, związanych trzema mostkami dwusiarczkowymi. Pierwszą ludzką β-defensynę hBD-1 odkryto w 1995.

## Ludzkie β-defensyny
U człowieka geny kodujące defensyny znajdują się na chromosomie 8. Eksprymowane peptydy osiągają ciężar 4-5 kDa, od ludzkich 
α-defensyn różnią się długością, strukturą, oraz większą zawartością aminokwasów argininy i lizyny. Do ludzkich β-defensyn należy hBD-1 wytwarzana przez komórki nabłonkowe (m.in. oskrzeli, języka, szyjki macicy, okrężnicy, dróg moczowych), a także neutrofile i leukocyty oraz hBD-2 i hBD-3, wytwarzane przez keratynocyty (w reakcjach zapalnych, głównie w łuszczycy. hBD-4 została zidentyfikowana po raz pierwszy w wyniku analizy screeningowej ludzkiego genomu, na podstawie danych z HGP. Wykazuje działanie antydrobnoustrojowe w stosunku do różnych bakterii i grzybów drożdżopodobnych oraz jest chemoatraktantem pobudzającym migrację monocytów.

## Występowanie β-defensyn u zwierząt hodowlanych[9]
| Gatunek      | Peptyd lub nazwa genu                                   | Lokalizacja w tkankach (peptyd lub mRNA) | Źródła |
| ------------ | ------------------------------------------------------- | --- | --- |
| Bydło domowe | TAP                                                     | błona śluzowa dróg oddechowych, dystalna część jelita cienkiego, macica bydła – komórki endometrium, komórki podścieliska | Tarver i wsp., 1998; Diamond i wsp., 2000; Roosen i wsp., 2004; Davies i wsp., 2008                                                                            |
| Bydło domowe | BNBD1–12 (Bovine neutrophil β-defensins)                | nabłonek gruczołu sutkowego, mleczne komórki somatyczne, dystalna część jelita, szpik kostny, macica, makrofagi | Ryan i wsp., 1998; Tarver i wsp., 1998; Goldammer i wsp., 2004; Bagnicka i wsp., 2006                                                                          |
| Bydło domowe | LAP                                                     | nabłonek wielowarstwowy płaski języka, dystalna część jelita cienkiego, podniebienie, przełyk, żołądek, okrężnica, odbytnica, nos, tchawica, spojówki, skóra, nabłonek kanalików gruczołów błony śluzowej jelita, splot naczyniówki mózgu, kora mózgowa, włókna Purkiniego mózgu, podśluzówka gruczołu krokowego, mleczne komórki somatyczne, macica, łożysko | Schonwetter i wsp., 1995; Russell i wsp., 1996; Tarver i wsp., 1998; Stolzenberg i wsp., 1997; Roosen i wsp., 2004; Bagnicka i wsp., 2006; Davies i wsp., 2008 |
| Bydło domowe | EBD (Enteric β-defensin)                                | makrofagi płucne, okrężnica, jelito cienkie, mleczne komórki somatyczne | Tarver i wsp., 1998; Bagnicka i wsp., 2006 |
| Bydło domowe | BBD119, BBD120, BBD122, BBD122a, BBD123, BBD124, BBD142 | macica | Cormican i wsp., 2008 |
| Bydło domowe | DEFB401, DEFB405,                                       | sutki | Roosen i wsp., 2004 |
| Owce         | SBD-1                                                   | komórki nabłonka, żwacz, retikulum, jelito cienkie i grube, język, tchawica | Huttner i wsp., 1998 |
| Owce         | SBD-2                                                   | komórki nabłonka, żwacz, retikulum, jelito cienkie i grube, język, tchawica | Huttner i wsp., 1998 |
| Kozy         | GBD-1                                                   | mleczne komórki somatyczne, język, tchawica, oskrzela, płuca | Zhao i wsp., 1999; Bagnicka i wsp., 2005 |
| Kozy         | GBD-2                                                   | mleczne komórki somatyczne, żołądek, jelito czcze, jelito kręte, jelito grube, odbytnica | Zhao i wsp., 1999; Bagnicka i wsp., 2005 |
| Świnie       | pBD-1                                                   | język, tchawica, jelito, nabłonek | Shi i wsp., 1999; Zhang i wsp., 1999 |
| Świnie       | pBD2                                                    | wątroba, jelita (dwunastnica, jelito czcze, jelito kręte), płuca, szpik kostny | Sang i wsp., 2006 |
| Świnie       | pBD3                                                    | szpik kostny, wątroba, płuca, układ chłonny | Sang i wsp., 2006 |
| Świnie       | pBD4                                                    | płuca, najądrza | Sang i wsp., 2006 |
| Świnie       | pBD104                                                  | trzustka, wątroba | Sang i wsp., 2006 |
| Świnie       | pBD108                                                  | wątroba, najądrza | Sang i wsp., 2006 |
| Świnie       | pBD114                                                  | jelita, trzustka, wątroba, płuca, tkanka męskiego układu rozrodczego | Sang i wsp., 2006 |
| Świnie       | pBD123                                                  | jelita, trzustka, płuca, tkanka męskiego układu rozrodczego | Sang i wsp., 2006 |
| Świnie       | pBD125                                                  | płuca, grasica, najądrza | Sang i wsp., 2006 |
| Świnie       | pBD129                                                  | najądrza, dwunastnica, jelito czcze, trzustka, skóra | Sang i wsp., 2006 |
| Konie        | końska β defensyna-1                                    | wiele tkanek i organów, m.in. serce, trzustka, węzeł chłonny, wątroba, płuca i przewód pokarmowy (jelito cienkie i grube) | Davis i wsp., 2004 |
| Kurczaki     | GAL 1 i GAL2                                            | heterofile | van Dijk i wsp., 2007 |
| Kurczaki     | GAL3                                                    | język, torebka Fabrycjusza, tchawica, skóra, przełyk, jelito grube, nerki | Zhao i wsp., 2001 |
| Kurczaki     | GAL6                                                    | przewód pokarmowy | van Dijk i wsp., 2007 |
| Kurczaki     | GAL11                                                   | jelito cienkie, wątroba, pęcherzyk żółciowy, śledziona | van Dijk i wsp., 2007 |
| Kurczaki     | GAL13                                                   | okrężnica | van Dijk i wsp., 2007 |
| Kaczki       | AvBD-2                                                  | szpik kostny, śledziona, nerki, płuca, mózg, torebka Fabrycjusza, jajniki | Ma i wsp., 2009; Ma i wsp. 2009 |
| Kaczki       | AvBD-9                                                  | wątroba, nerki, wole, tchawica | Ma i wsp., 2009; Ma i wsp. 2009 |
| Kaczki       | AvBD-10                                                 | wątroba, nerki | Ma i wsp., 2009; Ma i wsp. 2009 |